# Tiso
Tiso là một chi nhện trong họ Linyphiidae.